# 전향적 기억
전향적 기억(prospective memory)은 미래 시점에 계획된 행동을 수행하거나 계획된 의도를 기억하는 것을 포함하는 기억의 한 형태이다. 전향적 기억 과제는 일상 생활에서 흔히 볼 수 있으며, 비교적 단순한 상황부터 극단적인 생사 상황까지 다양하다. 간단한 작업의 예로는 치약 뚜껑을 다시 씌우는 것, 전자우편에 답장하는 것, 대여한 영화를 반납하는 것을 기억하는 것 등이 있다. 매우 중요한 상황의 예로는 약품 복용을 기억하는 환자나 비행 중 특정 안전 절차를 수행하는 것을 기억하는 비행사가 있다.
전향적 기억과는 달리, 회고적 기억은 과거에 경험한 사람, 사건, 또는 단어를 기억하는 것을 포함한다. 회고적 기억은 과거 사건을 회상하는 것만 필요로 하는 반면, 전향적 기억은 아직 일어나지 않은 시기에 회고적 기억을 발휘하는 것을 필요로 한다. 따라서 전향적 기억은 "미래의 기억"의 한 형태로 간주된다.
회고적 기억은 정보적 내용을 담고 있는 우리가 알고 있는 것에 대한 기억을 포함한다. 전향적 기억은 정보적 내용에 초점을 맞추기보다는 행동할 시기에 초점을 맞춘다. 전향적 기억의 성공적인 실행에서 회고적 기억의 역할을 보여주는 증거가 몇 가지 있지만, 이 역할은 상대적으로 적은 것 같다.

## 종류

### 사건 기반 vs. 시간 기반
잠재 기억에는 두 가지 유형이 있다: 사건 기반 전향적 기억과 시간 기반 전향적 기억. 사건 기반 전향적 기억은 특정 상황이 발생했을 때 특정 행동을 수행하는 것을 기억하는 것을 포함한다. 예를 들어, 지역 도서관을 지나치면 연체된 책을 반납해야 한다는 기억을 알 수 있다. 시간 기반 전향적 기억은 특정 시점에서 행동을 수행하는 것을 기억하는 것을 포함한다. 예를 들어, 오후 10시인 것을 보는 것은 좋아하는 텔레비전 프로그램을 시청하는 신호로 작용한다.
Sellen 등(1997)이 수행한 연구는 전향적 기억 과제에 대한 이벤트 기반 단서와 시간 기반 단서를 비교했다. 실험자들은 참가자들에게 장소(이벤트 기반 단서)와 시간(시간 기반 단서)을 주었고, 연구 중에 그 단서가 나타날 때마다 버튼을 누르라는 지시를 받았다.  참가자들이 자신의 응답에 대해 생각하는 데 더 많은 시간이 걸렸을 때에도 이벤트 기반 작업의 성과가 시간 기반 작업의 성과보다 더 나은 것으로 나타났다. 두 가지 유형의 전향적 기억 사이의 작업 성과 차이는 의도한 행동이 시간 기반 작업의 내부 단서보다 이벤트 기반 작업의 외부 단서에 의해 더 잘 트리거되었음을 시사한다. 외부 단서는 내부 단서와 달리 더 나은 성과를 위한 프롬프트 역할을 하여 이벤트 기반 작업을 더 쉽게 완료할 수 있게 한다.

#### 이벤트 기반 전향적 기억 유형: 즉시 실행 vs. 지연 실행
McDaniel et al. (2004)은 이벤트 기반 전향적 기억을 즉시 실행하는 작업과 지연 실행하는 작업으로 더욱 구분했다. 즉시 실행 작업은 특정 단서가 감지되는 즉시 응답을 포함하는 반면, 지연 실행 작업은 관련 단서의 인식과 의도한 동작 수행 사이의 지연을 포함한다. 지연 실행 작업은 상황이 단서가 인식된 후 중간 동작을 방해할 때 실생활에서 더 흔하게 발생한다. McDaniel 등(2004)은 참가자들이 단서와 응답 사이의 다양한 지연 및 중단과 관련된 작업을 완료하는 연구를 수행했다. 작업 중 지연이나 중단이 발생했을 때 올바른 성과가 저하되는 것으로 나타났다. 그러나 참가자에게 알림을 사용하면 중단 작업의 효과가 제거되는 것으로 나타났다.

## 역사와 이론적 관점

### 역사
잠재 기억은  율릭 나이서가 1975년 시카고에서 열린  미국 심리학회 회의에서 존 미참이 1982년에 편집한 책 "Memory Observed: Remembering in Natural Contexts"에 발표한 논문을 포함시키면서 큰 주목을 받았다. 이전에 이 논문과 미참의 다른 세 편의 기사는 거의 주목 받지 못했다. 미참은 전향적 기억을 집에 가는 길에 매장에 들르는 등 향후 수행해야 할 행동에 대한 함의가 있는 정보로 정의하고, 과거의 정보를 회상하는 것에만 관심이 있는 회고적 기억과 구별했다. 미참은 전향적 기억이라는 용어와 함께 이러한 구분을 최초로 도입했다.
잠재 기억의 작동을 뒷받침하는 가능한 메커니즘과 자원에 대한 큰 관심이 있다.

### 준비 주의 및 기억(PAM) 이론
준비 주의력 및 기억(PAM) 이론은 성공적인 예비 기억 수행과 관련된 두 가지 유형의 과정을 제안한다. 이 이론의 첫 번째 구성 요소는 사람이 의사(법)을 구성할 때 시작하여 수행될 때까지 유지되는 모니터링 프로세스를 포함한다. 이 모니터링 구성 요소는 의도가 메모리에 저장되고 유지되어야 하기 때문에 주의를 유지할 때 사용되는 것과 유사하게 용량이 많이 소모되는 프로세스를 포함한다. 두 번째 구성 요소는 회고적 기억 프로세스의 요소를 사용하는 것이다. 이러한 요소는 목표를 둘러싼 다른 옵션이 아닌 목표에 집중하기 위해 원하는 전향적 기억 의도와 원치 않는 생각을 구분하는 데 사용된다. 회고적 기억은 또한 미래에 수행해야 할 의도가 무엇인지 구체적으로 기억하는 데 사용되며, 올바른 조건이나 시간에서 이 동작을 수행할 수 있도록 기억할 수 있는 모니터링 프로세스가 필요하다.
이 이론에 따르면, 여러 과제에 주의가 분산된 경우보다 원하는 과제에 완전한 주의를 기울일 때 전향적 기억력이 향상되어야 한다. 맥다니엘 등(1998)의 연구는 주의가 분산된 과제보다 집중된 과제에서 전향적 기억 성능이 더 우수하다는 것을 증명하려고 시도했다. 피험자들은 완전한 주의가 집중된 과제나 다른 과제에 주의가 분산된 과제에서 전향적 기억 과제를 완료했다. 결과는 PAM 이론과 일치하여 참가자들의 전향적 기억 성능이 완전한 주의가 집중된 과제에서 더 우수하다는 것을 보여주었다.
그러나 PAM 이론의 다소 복잡한 메커니즘이 모든, 때로는 평범하고 잠재적인 기억 작업에 필요하다는 회의론이 많이 있다. Reese와 Cherry(2002)의 연구에서 참가자들은 미래에 행동하려는 의도를 형성했지만, 단서가 있을 때 자신의 의도에 따라 행동하기 전에 방해를 받았다. 방해가 있을 때 참가자들에게 자신의 생각을 물었을 때, 오직 2%만이 원래 의도를 생각하고 있다고 답했다. 이는 올바른 상황에서 행동하려는 의도를 구성할 때부터 지속적으로 유지된다는 PAM 이론에 반하는 증거를 보여주었다.

### 반사-연관 이론
1990년 아인슈타인과 맥다니엘이 수행한 추가 연구에 따르면, 전향적 기억 과제를 수행하는 동안 피험자들은 지속적으로 모니터링되고 의식적으로 유지되는 대신 자신의 의도가 종종 "떠오르는" 것으로 보고되었다. 비슷한 맥락에서 2000년에 반사-연관 이론이라는 이론이 제안되었는데, 이 이론은 사람들이 전향적 기억 과제에 대한 의도를 만들 때 목표 단서와 의도된 행동 사이에 연관성을 형성한다는 것이다. 나중에 목표 단서가 발생하면 자동 연상-기억 시스템이 의도된 행동의 검색을 트리거하여 의식적으로 다시 인식하게 된다. 따라서 목표 단서가 발생하는 한, 이전에 만들어진 연관성은 의도가 의식에 있는지 여부에 관계없이 의도된 행동의 검색을 시작하게 된다.

### 다중 프로세스 모델
잠재 기억의 메커니즘을 설명하는 데 사용된 또 다른 이론은 McDaniel과 Einstein (2005)에 의해 제안된 다중 프로세스 모델이다. 이 이론은 잠재 기억 검색이 항상 능동적인 모니터링 과정을 필요로 하지는 않지만 자발적으로 발생할 수 있다고 말한다 (즉, 준비적인 주의 과정이 없더라도 신호가 발생하면 의도를 검색할 수 있다). 따라서 성공적인 잠재 기억을 위해 여러 과정을 사용할 수 있다. 또한, 많은 주의 자원이 필요하기 때문에 능동적인 모니터링에만 의존하는 것은 부적응적이라고 여겨졌다. 이는 유지 간격 동안 다양한 작업에 필요한 다른 형태의 처리를 잠재적으로 방해할 수 있다.
예비 기억 단서는 네 가지 조건 중 적어도 하나가 충족될 때 자발적으로 의도를 검색하게 된다: 단서와 목표 행동이 서로 밀접하게 연관되어 있고, 단서가 두드러지며, 예비 기억 과제의 단서와 행동 사이에 수행되는 다른 과정들이 관련된 단서 특징(예: 적절한 작업 처리)에 직접적으로 주의를 기울이거나, 의도된 행동이 간단한다. 추가 연구에 따르면 예비 기억 과제의 많은 측면이 자동적이지만, 소량의 처리가 필요하다는 사실이 밝혀졌다. 아인슈타인 등(2005)이 수행한 실험에 따르면, 일부 참가자들은 예비 기억 과제를 동시에 수행할 때 필러 작업에서 더 느리게 수행하는 것으로 나타났다. 일부 참가자들은 능동적인 모니터링에 참여하지 않았음에도 불구하고, 과제에서 거의 동일한 성공률을 보였으며, 이는 예비 기억 성능을 위해 여러 프로세스를 사용하는 것을 보여준다.

## 신경 구조

### 전두엽

좌뇌 반구의전두엽(빨간색)

전향적 기억은 의도를 기억하고 이행하는 것을 포함하기 때문에 일화 기억, 명시적 기억, 회고적 기억이 필요하며, 그 다음에는 감독 실행 기능이 필요하다. 이 모든 것은 대뇌 반구의 앞쪽에 위치한 전두엽에 의해 제어된다.
양전자 방출 단층 촬영을 사용한 연구에 따르면, 계획된 행동을 기억하면서 다른 작업을 수행하는 잠재적 기억 과제를 완료하는 참가자들의 전두엽 혈류가 약간 증가하는 것으로 나타났다. 이러한 과정에서 뇌 활성화 부위에는 전전두피질, 특히 오른쪽 등측, 배측, 내측 영역과 중앙 전두엽이 포함된다. 전두엽은 의식 속에서 의도를 억제하고 다른 내부 생각을 억제하는 역할을 한다. 중앙 전두엽은 다른 작업 대신 계획된 행동에 주의를 집중한다.
전전두엽 피질은 주로 시간 기반의 전향적 기억과 달리 사건 기반의 기억에 관여한다. Cheng 등(2008)은 전전두엽 피질에 병변이 있는 참가자들이 사건 기반 및 시간 기반의 전향적 기억 과제를 수행하도록 했다. 그들은 사건 단서를 사용하여 의도를 유발하는 사건 기반 과제에서는 성능이 저하되었지만, 시간 단서를 사용하여 의도를 유발하는 사건 기반 과제에서는 성능이 저하되지 않는다는 것을 발견했다.
다른 병변 연구에서도 전두엽이 의도를 기억하고 집중하는 데 사용된다는 사실이 밝혀졌다. Burgess 등(2000)은 브로드만 10영역과 같은 전두엽 부위에 병변이 있는 환자를 연구한 결과, 이러한 환자들이 전향적 기억 과제 동안 지침을 따르지 않고 주의를 전환하지 못하는 것으로 나타났다.

### 두정엽

좌뇌 반구의 두정엽(빨간색)

두정엽은 일반적으로 감각 정보를 처리하는 데 관여하며 뇌의 상부 영역에 위치한다.
전향적 기억을 위해, 두정엽은 의도된 행동을 유발하는 신호를 인식하는 데 중요하다. 특히 신호가 시각적 또는 공간적일 때 그렇는다. 두정엽은 의도된 행동에 대한 주의를 유지하고 수행 중 다른 활동을 억제하는 역할도 한다. PET를 사용한 연구에 따르면 참가자들이 일련의 숫자를 기억하는 것과 같은 시각 정보와 관련된 전향적 기억 작업에 참여할 때 두정엽이 활성화되는 것으로 나타났다. 뇌의 전기 활동을 추적하는 뇌자도를 사용한 연구에서도 두정엽의 활성화가 뚜렷하게 나타난다.
해링턴 등(1998)은 하두정피질에서 전두엽에 이르는 신경 영역이 시간 기반의 전향적 기억 과제 동안 시간 모니터링에 관여한다는 사실을 발견했다. 뇌의 이러한 영역이 손상된 환자들은 제시된 청각적 톤의 지속 시간과 빈도를 판단하는 데 어려움을 겪었다. 미래에 수행하려는 의도를 기억하고 시간이 지남에 따라 정보를 추적하는 것은 전향적 기억을 위해 중요하다.

### 변연계
감정과 동기 부여와 관련된 원시적인 뇌 구조를 포함하는 변연계의 대부분은 기억에 관여한다.
- 해마

좌우 대뇌 반구의 해마(빨간색)

해마체는 측두엽에서 발견되며 기억 검색에 광범위한 역할을 한다. 예비 기억의 경우 해마는 다른 기억들 중에서 의도한 동작을 찾는 역할을 한다. PET를 사용한 연구에 따르면 사건 기반 및 시간 기반 예비 기억 작업 중 해마의 활성화가 나타났다.
Adda et al. (2008)은 간질성 측두엽 경화증과 관련된 뇌전증으로 인해 일시적 기억 장애가 있는 환자들을 평가했다. 이 장애를 가진 환자들은 내측 측두엽과 해마에 손상이 있다. 사건 기반 및 시간 기반 전향적 기억 과제 모두에서 그들의 성과가 현저히 저하되었다. 또한 즉각적인 지연, 30분 지연, 7일 지연 후에는 대조군에 비해 전향적 기억 성능이 더 나빴지만, 오랜 지연 후에는 환자들이 장기간 정보를 유지하지 못해 특히 두드러졌다. 환자들은 처리 속도가 느려지고 주의 산만함을 무시하며 일시적 기억에 어려움을 겪었다.
해마 병변이 있는 환자에서도 동일한 전향적 기억 장애가 관찰된다. 왼쪽 해마의 손상은 오른쪽 해마의 손상보다 전향적 기억에 더 나쁜 영향을 미치는 것으로 나타났다. 해마 전체가 전향적 기억에 관여할 수 있지만 왼쪽이 더 지배적인 역할을 한다. 이는 뇌의 복잡성을 보여주며 각 섹션의 역할을 더 잘 이해하기 위해서는 더 많은 연구가 필요하다.
- 파라히포캄팔 영역

파라히포캄말 회전근개는 해마를 둘러싸고 있다. 감각 정보는 피질 영역에서 파라히포캄팔 회전 근개를 거쳐 해마로 전달된다. 파라히포캄팔 회전근개는 Kondo 등(2010)이 확산강조 MRI를 사용하여 뇌 전체의 물 흐름량을 추적한 것처럼, 전향적 기억 작업 중에 활성화된다. 이 영역은 의도된 행동을 수행하는 신호를 인식하는 데 중요한 역할을 하는 것으로 여겨진다.

좌뇌 반구의 파라히포캄팔 회전근개(빨간색)

PET를 사용한 연구들은 전향적 기억을 위해 파라히포캄팔 회전근개를 사용하는 것에 대해 동일한 결론에 도달했다.파라히포캄팔 회전근개는 쌍을 이루는 전향적 기억 과제에서 활성화되며, 이 과제에서 참가자들은 한 쌍의 단어를 배우고 나중에 시도할 때 단어 쌍의 절반을 기억할 수 있어야 한다. 파라히포캄팔 회전근개가 제시된 자극의 참신성을 모니터링하는 데 추가적으로 관여하는 것으로 의심된다.제대로 모니터링하지 않으면, 미래에 대한 의도를 기억하려는 시도 중에 새로운 자극이 산만해질 수 있다.
- 시상

좌우 대뇌 반구의 시상(빨간색)

시상은 해마 근처에도 위치해 있다. 시상은 뇌의 피질 영역 사이에서 감각 정보를 전달하여 세포의 반응과 주의 요구를 중재한다. 성공적인 전향적 기억 과제 동안, PET는 의도 신호가 제시되고 작용할 때 시상이 활성화된다는 것을 보여준다. 참가자들이 신호가 나타날 것으로 예상하는 조건에서는 활동이 나타나지 않는다. 따라서 시상은 의도를 유지하고 적절한 시기에만 의도를 실행하는 데 도움이 될 가능성이 높다.
- 전방 및 후방 싱굴라

좌뇌 반구의 싱굴레(빨간색)

시상은 해마와 관련된 또 다른 구조이다. 기억 기능에서 해마와 피질 부위 사이의 정보를 전달하는 역할을 한다. 전방 및 후방 해마는 전향적 기억의 초기 단계인 의도를 계획하고 생성하는 데 관여한다. 좌측 전방 해마의 병변은 특히 지연 후 의도를 기억하지 못하게 하며, 이는 전향적 기억의 후기 단계에 필요하다.

## 테스트 방법
전향적 기억을 테스트하는 방법은 정보를 기억하는 회고적 기억과 미래를 위한 정보를 기억하는 전향적 기억을 구분해야 한다. 전향적 기억은 미래에 행동하기 위해 정보 자체를 기억해야 하기 때문에 회고적 기억이 필요하다. 예를 들어 퇴근 후 식료품을 구입하는 것을 기억하는 것(예상 기억)은 어떤 종류의 식료품이 필요한지 기억하는 능력(후향적 기억)이 필요하다. 전향적 기억과 회고적 기억은 연결되어 있지만 구별할 수 있다. 이를 통해 테스트 중에 이 두 가지 프로세스를 분리할 수 있다.

### 자가 보고
- 조기 자가 보고 조치 많은 초기 기억 측정 방법들은 전향적 기억과 회고적 기억의 차이를 설명하지 못했다.[36] 예를 들어, Broadbent et al. (1982)이 작성한 인지적 실패 설문(영어판)는 25개의 질문으로 구성되어 있으며, 전향적 기억과 관련된 질문은 단 2개뿐이다. Sunderland et al. (1984)이 작성한 일상 기억 설문지는 18개의 질문으로 구성되어 있으며, 전향적 기억과 관련된 질문은 단 3개뿐이다.
- 전향적 및 회고적 기억 설문지(PRMQ)

전향적 및 후향적 기억 설문지(PRMQ)는 Smith 등(2000)이 알츠하이머병 환자의 전향적 및 후향적 기억에 대한 자가 보고를 측정하기 위해 개발한 설문지이다. 이 설문지는 16개 항목으로 구성되어 있으며, 참가자들은 5점 척도(매우 자주, 꽤 자주, 가끔, 드물게, 절대 하지 않음)를 사용하여 기억 장애가 발생하는 빈도를 순위 매긴다. PRMQ는 전향적 및 후향적 기억, 단기 기억 및 장기 기억, 자가 치료 및 환경 치료 기억의 세 가지 변수를 동일하게 평가한다.PRMQ는 자기 보고에 의존하기 때문에 참가자들이 질문을 해석하는 방식, 참가자들이 자신의 기억력을 어떻게 인식하는지, 그리고 진실하려는 참가자들의 의지에 따라 제한된다.  PRMQ는 기억력을 테스트하는 신뢰할 수 있고 정확한 방법으로 입증되었다. PRMQ는 10개의 다른 경쟁 모델과 비교하여 평가되었으며 성별, 교육, 경제 상태, 나이 및 출신 국가 등 다양한 인구 통계에 사용되었다.  PRMQ가 만들어진 이후 많은 연구에서 PRMQ의 버전을 사용해 왔다. 예를 들어, Crawford 등(2003)의 연구에서는 17세에서 94세 사이의 일반 성인 인구 샘플의 기억력을 테스트하기 위해 PRMQ를 사용했다. 많은 질문은 PRMQ가 평가한 다양한 기억 유형의 가능한 모든 조합을 테스트하는 데 사용된다. 예를 들어, "몇 분 안에 무언가를 하기로 결심했다가 잊어버리시나요?"와 같은 질문은 잠재 기억력, 단기 기억력, 자가 큐잉 기억력을 평가했다. "같은 이야기를 같은 사람에게 다른 경우에도 반복하나요?"와 같은 질문은 회고 기억력, 장기 기억력, 환경 큐잉 기억력을 평가했다.

### 전향적 기억 과제
전향적 기억 과제는 전향적 기억을 평가하는 데 다양한 방법으로 사용할 수 있다. 첫째, 이러한 과제의 결과를 통해 전향적 기억을 직접 평가할 수 있다. 또한 실험자가 PET, 자기공명영상(MRI) 또는 MEG를 사용하여 뇌 활성화를 모니터링하는 동안 이러한 과제를 수행할 수 있다. 마지막으로 이러한 과제는 전향적 기억에 대한 설문지로 이어질 수 있다. 다양한 평가를 결합하면 실험 결과를 확인하거나 부인할 수 있으므로 전향적 기억에 대한 결론이 정확한지 확인할 수 있다. 모든 과제는 의도의 형성 또는 실행과 같은 전향적 기억의 개별 단계를 평가하거나 전체 성과를 살펴봄으로써 전향적 기억에 접근할 수 있다.
- 이벤트 기반 전향적 기억 과제 이벤트 기반 전향적 기억 과제에서 참가자는 적절한 정보에 의해 큐잉될 때 과제를 수행하는 것을 기억하도록 요청받는다. 이벤트 기반 과제에는 다양한 유형이 있다. 예를 들어, Raskin(2009)[40]은 참가자에게 빨간 펜이 주어지면 이름에 서명해 달라고 요청했고, Ada 등(2008)[21]은 참가자에게 실험이 끝날 때 반환할 개인 물품을 요청하는 것을 기억해 달라고 요청했다.

- 시간 기반 전향적 기억 과제 시간 기반 전향적 기억 과제에서는 참가자들이 특정 시점에 과제를 수행하는 것을 기억하도록 요청받는다. 또한 다양한 유형의 시간 기반 과제도 있다. 예를 들어, Cheng 등(2008)[25]은 필기 시험 중 참가자들에게 5분마다 시계를 확인하도록 요청했고, Ada 등(2008)[21]은 참가자들에게 제때 청구서를 지불하도록 실험자에게 상기시켜 달라고 요청했다.

- 표준화된 테스트 표준화된 테스트는 잠재 기억을 균일하게 테스트하기 위해 만들어졌으며 다양한 이벤트 기반 및 시간 기반 작업을 동시에 통합할 수 있다. 실험자는 사람들이 순서대로 작업을 수행하고, 작업을 중단 없이 수행하며, 멀티태스크를 통해 잠재 기억을 테스트할 수 있다.  일반적인 표준화 시험에는 다음 다섯 단계가 포함될 수 있다:[41]  1) 참가자들은 진행 중인 과제에 대한 지침을 받고 연습할 수 있다.  2) 참가자들은 잠재 기억과 관련된 또 다른 과제에 대한 지침을 받는다.  3) 참가자들은 형성된 의도와 목표 단서의 제시 사이에 지연되는 동안 다른 활동을 수행한다.  4) 참가자들은 잠재 기억 과제를 상기시키지 않고 첫 번째 진행 중인 과제에 다시 참여하게 된다.  5) 목표 단서는 진행 중인 과제 동안 제시되며, 참가자들의 기억력은 잠재 기억 과제에서 의도한 동작을 수행하기 위해 몇 번을 기억하는지에 따라 평가된다.  캠브리지 전향적 기억 테스트(CAMPROMT)[42] 또는 의도 기억 스크리닝 테스트(MIST)[40]와 같은 표준화된 테스트는 참가자들이 단어 검색과 같은 방해 요소 작업을 수행하면서 이벤트 기반 및 시간 기반 작업을 완료하는 필기 테스트이다. 참가자들은 구두 및 서면 지시를 받으며, 기억을 돕기 위해 메모하기와 같은 전략을 사용할 수 있다. 그들의 성과는 1점에서 18점까지의 척도로 점수가 매겨지며, 18점은 가장 높은 전향적 기억 성과를 나타낸다.

### 기술 평가
실제 삶의 의도와 실험적 통제를 결합하여 잠재 기억을 보다 적절하게 평가하기 위해 기술 평가가 만들어졌다.
- 가상 현실 가상 현실에서 참가자들은 컴퓨터로 가상 세계에서 잠재 기억 과제를 수행한다. 실험자는 이동하기 전에 상자에 깨지기 쉬운 것으로 표시하는 것을 기억하는 것과 같은 이벤트 기반 과제를 만들거나 5분 안에 제거 작업자가 집에 들어올 수 있도록 하는 것과 같은 시간 기반 과제를 만들 수 있다.[43] 모든 과제는 잠재 기억의 일부 측면에 의존하는 일상적 및 기타 실제 행동을 포함한다.

- 전향적 기억 비디오 절차(PRVP) 전향적 기억 비디오 절차(PRVP)에서 참가자들은 텔레비전 화면에서 동영상을 시청하는 동안 완료해야 할 작업을 받게 된다는 알림을 받는다.[44] 참가자들은 적절한 단서가 동영상에 나타날 때 작업의 세부 사항을 기록하기 위해 응답 시트를 받는다. 잠재 기억력을 테스트하기 위해 특정 시점에 주의 분산 작업이 주어진다. Titov와 Knight (2001)[44]는 보행자가 쇼핑 거리를 걷는 모습이 담긴 PRVP를 사용하여 참가자들이 특정 항목을 구매할지 여부를 마치 보행자인 것처럼 결정하도록 요구했다. 쇼핑에는 어떤 항목이 필요하고 어떤 항목을 다른 날에 구매할 수 있는지 기억하는 등 많은 잠재 기억 의도가 필요하다.

## 잠재 기억에 영향을 미치는 요인들

### 나이
연령이 전향적 기억에 미치는 영향에 대한 연구가 점점 더 많아지고 있으며, 일반적인 연구들은 다양한 연령대의 사람들을 비교한다. Smith 등(2010)의 연구는 초등학생(7-10세)과 청소년의 사건 기반 전향적 기억을 비교한 결과, 성인이 더 나은 기억 성능을 보인다는 것을 발견했다. Kvavilashvili 등(2009)의 또 다른 연구는 청소년(18-30세), 청소년(60-75세), 노인(76-90세)의 시간 기반 전향적 기억을 비교한 결과, 청소년이 더 나은 성과를 보인다는 것을 보여주었다. 사건 기반 전향적 기억은 젊은 성인과 노년 성인 간에 추가로 비교되었으며, 젊은 성인이 노년 성인보다 더 나은 성과를 보인다는 결과가 나왔다. 이러한 연구들은 어린 시절부터 젊은 성인기까지 전향적 기억이 지속적으로 개선되지만, 성인기 후반에 감소가 시작된다는 것을 시사했다.

### 유전학
정신분열증과 통제 참가자들 환자의 비정신병적 1급 친척의 전향적 기억을 비교한 연구에 따르면, 친척들은 시간 기반 및 사건 기반 전향적 기억 과제에서 현저히 낮은 성과를 보였다. 조현병은 유전적 요소를 가지고 있기 때문에, 이는 유전학이 전향적 기억에 영향을 미치는 역할을 할 수 있음을 시사한다.

### 약물 사용
- 흡연

연구에 따르면 흡연이 전향적 기억력에 미치는 영향에 대한 다양한 연구 결과가 있지만, 흡연이 전향적 기억력을 감소시킨다는 더 많은 증거가 있다. 전향적 및 회고적 기억 설문지(PRMQ)와 같은 자가 보고된 측정치는 흡연자와 비흡연자 사이에 차이가 없다고 보고했지만, 전향적 기억 과제의 결과는 다르게 나타났다. 과제는 PRMQ에서 발생할 수 있는 주관적인 편견을 제거하기 때문에 더 객관적이다. Heffernan 등(2010)의 연구에 따르면 지속적인 흡연은 전향적 기억력 감소와 관련이 있으며, 니코틴이 장기적인 전향적 기억력에 미치는 영향은 용량에 따라 달라질 수 있다. 흡연량이 많을수록 전향적 기억력 성능이 저하될 수 있다.
- 알코올

과도한 음주자는 PRMQ 질문에 대한 단기 및 장기 전향적 기억력의 결함이 더 많다고 스스로 보고했다. 만성적인 과도한 알코올 의존증 사용자는 단어 목록 학습, 장단기 논리 기억력, 일반적인 작업 기억력, 추상적 추론 등의 작업에서 성능 저하를 보였다. 연구에서는 청소년의 일상적인 전향적 기억력에 미치는 폭음의 영향에 대해서도 접근했다. 폭음자와 비음주자는 PRMQ의 두 가지 전향적 기억력 하위 척도에 참여했다. 설문지 외에도 전향적 기억 비디오 절차(PRVP)를 사용하여 전향적 기억력의 객관적인 측정을 테스트했다. 주당 음주량을 늘리면 PRVP의 전향적 기억력이 저하되는 것과 상관관계가 있는 것으로 나타났으며, 이는 청소년의 일상적인 전향적 기억력에 대한 과도한 음주의 해로운 영향을 보여준다.
- 대마초

대마초는 식물 삼(식물)에서 추출한 일반적으로 사용되는 기호용 약물이다. 이 약물은 중추신경계를 표적으로 하며 의사결정, 학습, 처리 속도의 결핍과 같은 인지 장애와 관련이 있다. 사용자들 사이에서 가장 일관되게 보고되는 결핍은 기억 성능과 관련이 있다. Bartholomew 등(2010)의 연구는 PRMQ와 비디오 기반 전향적 기억 과제를 사용하여 대마초 사용자와 비사용자를 테스트하기 위해 수행되었다. 대마초 사용자는 PRMQ와 비디오 기반 전향적 기억 과제 모두에서 현저히 낮은 성과를 보였으며, 이는 대마초가 전향적 기억에 부정적인 영향을 미친다는 것을 시사한다.
- 엑스터시와 메탐페타민

엑스터시: 잠재 기억 성능은 규칙적이고 심지어 중간 정도의 엑스터시 사용에 민감한다. 엑스터시 사용자는 잠재 기억에 대한 일반화된 어려움을 경험한다. 메스암페타민은 흔히 "크리스탈 메트"로 알려진 남용이 심한 약물이며 만성 사용은 인지 장애를 유발하는 것으로 알려져 있다. 엑스터시 사용이 잠재 기억에 미치는 영향을 연구하는 동일한 연구자들은 메탐페타민의 병행 효과를 발견했다. 평균 6년 동안 약물을 복용하지 않은 이전 사용자들에게서도 잠재 기억 장애는 여전히 인식되고 있다.

### 질병과 장애
많은 질병과 장애는 잠재 기억뿐만 아니라 출처 기억, 항목 인식, 시간 순서 기억에도 부정적인 영향을 미친다. 그 영향은 경도 인지 장애부터 조기 발병 치매와 같은 더 해로운 장애까지 다양하다.
- 낫 적혈구 질환

낫 적혈구 빈혈은 적혈구 모양을 변화시키는 상염색체 열성 유전자 혈액 질환이다. SCD는 면역 체계에 영향을 미칠 수 있을 뿐만 아니라 기억력에 합병증을 일으킬 수 있다. SCD를 앓고 있는 어린이는 사건 기반 전향적 기억력에 장애가 있는 것으로 나타났다. 가까운 곳에 책가방을 두고도 숙제를 하는 것을 잊어버리는 등 전향적 기억력이 필요한 일상 생활의 측면에서 어려움을 겪을 수 있다. 더 중요한 것은 언제 약을 복용해야 하는지, 병원에 가야 하는지 잊어버릴 수 있기 때문에 질병을 관리하는 것이 더 어렵다는 점이다. 이러한 효과는 성인이 되어서도 지속될 수 있다.
- 파킨슨병

초기 파킨슨병 환자들은 일상 생활에서 영향을 받을 만큼 많은 양의 전향적 기억 장애를 겪는다. 이러한 환자들은 의도 회복에 필요한 내부 주의 전략 사용에 장애를 보인다. 파킨슨병은 시간 기반의 전향적 기억 과제에서 성능이 저하되지만 사건 기반의 전향적 기억 과제에서는 그렇지 않는다. 예를 들어, 환자들은 하루 중 특정 시간에 약을 복용하는 것을 잊어버릴 수 있지만, 약병을 보면 잊어버릴 가능성이 적는다.
- 조현병

조현병은 일반화된 전향적 기억 장애를 초래하며 회고적 기억 및 실행 기능의 장애와도 관련이 있는 것으로 나타났다. 일부 연구에 따르면 회고적 기억 장애는 조현병 환자에서 관찰되는 전향적 기억 장애를 유발하기에 불충분한다. 따라서 조현병은 전향적 기억에 일차적인 결함을 초래하여 사건 기반 및 시간 기반 전향적 기억 과제 모두에서 성능이 저하된다. 조현병 관리에는 인지 행동 치료와 같은 약물 및 치료 기술의 사용이 포함된다. 이러한 관리 기술에서는 전향적 기억이 매우 중요한데, 이는 약물이나 치료 약속을 잊어버리면 환각, 무질서한 언어, 편집증과 같은 조현병 증상이 재발할 수 있기 때문이다..
- 다발성 경화증

다발성 경화증은 중추 신경계 전반에 걸쳐 탈수초를 유발하는 염증성 질환이다. 탈수초 위치와 인지 장애 사이의 관계는 일관되게 밝혀지지 않았다. 회고적 기억력은 많이 연구되어 왔으며 다발성 경화증의 부정적인 영향을 받는 것으로 알려져 있다. 그러나 Rendell 등(2006)의 연구에 따르면 전향적 기억력 부전은 전적으로 회고적 기억력 부전 때문이 아니며 다발성 경화증이 전신적인 전향적 기억력 장애로 이어질 수 있다고 한다.

### 임신
임신이 전향적 기억에 미치는 영향은 아직 연구 중이다. Rendell 등(2008)은 실험실에서 20명의 임산부의 전향적 기억을 테스트했다. 이벤트 기반 전향적 기억 과제에서는 임산부와 비임신 여성 간에 유의미한 차이가 관찰되지 않았지만, 취업 마감일과 같은 시간 기반 전향적 기억 과제에서는 임산부의 성과에 뚜렷한 장애가 있었다. 임산부는 신호가 이미 지나간 후 의도를 수행하는 것을 기억할 가능성이 더 높다. 또한 출산 후 몇 달 후에 테스트한 여성은 의도를 완전히 잊어버리는 것으로 나타났다. 이러한 두 가지 발견 모두 임신 또는 육아 중에 겪는 스트레스와 수면 부족과 관련이 있을 수 있다.

### 감정적 목표 단서
감정적 목표 단서는 예비 기억력의 연령 차이를 제거하는 것으로 나타났다. 나이가 많은 참가자의 경우 중립적 단서보다 감정적 예비 기억 단서가 더 잘 기억되는 것으로 나타났다. 단서가 긍정적이든 부정적이든 강한 감정적 애착은 단서를 더 자기 관련성이 높고 기억하기 쉽게 만든다. 알트가센 등은 편도체와 해마가 이러한 감정적으로 강화된 기억 효과에 영향을 미칠 수 있다고 추측했다.

### 동기 부여 인센티브
Kliegel et al. (2008)의 연구에 따르면, 두 연령대(3세 및 5세)가 동일한 예비 기억 과제를 완료했을 때 동기 부여 상태가 성과에 영향을 미치는 것으로 나타났다. 동기 부여가 높을 때는 두 연령대에 차이가 없었지만, 동기 부여가 낮을 때는 세 연령대의 성과가 감소했다. 과제를 중요하지 않다고 생각하거나 피로의 영향을 받는 경우, 그 의도를 기억하도록 동기 부여를 받지 않는다. 관련 단서에 대한 주의가 줄어들고 기억이 잊혀질 가능성이 높아진다. 따라서 낮은 동기 부여 상태를 피함으로써 예비 기억력을 향상시킬 수 있다.

## 일상적인 전향적 기억
다양한 연구에 따르면 모든 일상 기억의 50~80%가 적어도 부분적으로는 잠재 기억과 관련이 있는 것으로 보고되었다. 잠재 기억은 사람들이 미래의 의도를 형성하고 과거의 의도를 일상적으로 수행하는 것을 기억하기 때문에 정상적인 기능을 수행하는 데 매우 중요하다. 친구를 만날 장소를 기억하는 것과 같은 일상적인 활동부터 약물 복용 시간을 기억하는 것과 같은 더 중요한 작업에 이르기까지 일상 생활의 다양한 측면에서 잠재 기억이 필요하다.

### 시간 관리
예비 기억력과 시간 관리 기술 사이에는 목록 작성, 활동 일정 잡기, 방해 방지 등 복잡한 관계가 있다. 연구들은 예비 기억력과 시간 관리 사이의 뚜렷한 원인과 결과 관계를 규명하지 못했지만, 많은 일관된 상관관계가 관찰되었다. 예를 들어, 전향적 및 회고적 기억 설문지(PRMQ)에 따르면 더 나은 예비 기억력을 보고한 사람들은 목표와 우선순위를 설정하고 더 체계적으로 정리할 가능성이 더 높았다. 예비 기억력과 시간 관리 사이에는 순환적인 효과가 있을 수 있다: 더 나은 기억력은 더 나은 조직으로 이어질 수 있고, 더 나은 조직력은 더 나은 기억력으로 이어질 수 있다.

### 항공
항공 관제사는 종종 여러 작업을 동시에 처리해야 하며, 잠재적 기억 장애 시 위험한 영향이 발생할 수 있다. 1991년 로스앤젤레스 공황 활주로 충돌 사고에서 공항의 타워 관제사가 간단한 절차의 한 단계를 잊어버려 두 대의 비행기가 서로 충돌하여 다수의 승객과 승무원이 사망하는 사고가 발생했다. 1950년부터 2009년까지 1300건 이상의 치명적인 항공 사고를 분석한 결과, 대부분 조종사 실수로 인한 것으로 나타났다: 50%는 조종사 실수, 6%는 비조종사 인간 실수, 22%는 기계적 고장, 12%는 악천후, 9%는 사보타주, 1%는 기타 원인으로 인한 것으로 나타났다.

### 간호
간호 환경은 이벤트 기반 및 시간 기반의 전향적 기억 과제로 가득하다. 약물 주문 기억하기, 환자 가족에게 전화하기, 교대 근무 시간 기억하기와 같은 간단한 과제는 간호사가 전향적 기억에 의존하는 몇 가지 예에 불과하다. 간호사는 생명을 위협하는 많은 과제에 직면해 있기 때문에 전향적 기억의 중요성에 대한 연구가 많지 않다는 것은 놀라운 일이다.

### 피임
피임약 복용 시기를 기억하기 위해서는 전향적 기억력이 필요하다. Matter와 Meier(2008)의 연구에 따르면 전향적 기억력이 높다고 스스로 보고한 여성들은 경구 피임약 사용에 더 만족하고 스트레스 수준이 낮은 것으로 나타났다. 기억력이 좋아지면 이러한 여성들은 하루 중 필요한 시간에 피임약을 복용하도록 상기시키기가 더 쉬워진다.

### 스마트폰
기술의 발전으로 스마트폰은 잠재적인 기억 보조 도구 역할을 할 수 있게 되었다. 전자 달력은 시간 기반의 잠재적 기억 작업에서 매우 유용하며, 최근에는 이벤트 기반 작업에도 신호를 보내는 것으로 나타났다. iPhone과 Android 운영 체제를 사용하는 휴대폰은 휴대폰의 범지구위치결정시스템(GPS)을 사용하여 사용자의 위치를 추적하고 현재 위치를 기반으로 알림을 보낼 수 있다. 예를 들어, 부모가 자녀의 학교 근처에 있을 때 휴대폰은 방과 후 자녀를 데리러 오라고 알림을 보낼 수 있다.

### 교육
전향적 기억은 아이들이 학교에서 학습 과제에 대한 주의와 반응을 어떻게 조정하는지에 대한 조향 인지 모델과 관련이 있다. Walker와 Walker는 수학, 과학, 영어의 다양한 커리큘럼 학습 과제에 대해 전향적 기억을 가장 정확하게 조정할 수 있는 학생들이 전향적 기억이 고정되거나 유연하지 않은 학생들보다 더 효과적인 학습자임을 보여주었다.

### 잠재적 인물 기억
공공 경보 시스템을 통해 수배자 또는 실종자를 찾으려는 시도는 때때로 잠재적 인물 기억이라고 불리는 사건 기반의 잠재적 인물 기억의 한 유형을 사용한다. 잠재적 인물 기억에서는 수배자 또는 실종자의 사진을 공개하고, 해당 인물의 목격을 당국에 보고하라는 지침을 제공한다. 현장 실험 결과, 잠재적 인물 기억이 종종 상당히 부족한 것으로 나타났다.

## 같이 보기
- 계획(인지)(영어판)
- 프로스펙션(영어판)